# Alpha Metals
Alpha Metals ist ein Unternehmen mit Hauptsitz in Somerset, New Jersey, USA, das als Zulieferer von Halbfertigfabrikaten und Verbrauchsmaterialien für die Elektroindustrie fungiert. Zu den Produkten zählen unter anderem Lot, verschiedene Metalllegierungen, und Flussmittel für die Fertigung von Leiterplatten. Das Unternehmen gehört zur britischen Alent plc, mit Sitz in London, und ist in rund 50 Ländern mit Produktionsstätten, Forschungs- und Entwicklungseinrichtungen sowie Vertriebszentren vertreten.

## Alpha Europe
In Europa werden insgesamt ca. 400 Mitarbeiter an sieben Standorten in England, Frankreich, Italien, Ungarn, Niederlande, Belgien und Deutschland beschäftigt. Zudem verfügt das Unternehmen über ein Netz an Distributoren in Europa.